# Estación de Urduliz
Urduliz es una estación soterrada del metro de Bilbao situada en el término municipal de Urdúliz. Fue inaugurada el 11 de noviembre de 1995. El tramo entre Plencia y Urdúliz es el intervalo entre estaciones más largo de toda la red del metro de Bilbao, enlazándolas en cinco minutos.

## Historia
La estación de Urduliz abrió por primera vez el 15 de septiembre de 1893, de la mano de la Compañía del Ferrocarril de Las Arenas a Plencia. En Las Arenas estaba la conexión con el Ferrocarril de Bilbao a Las Arenas. A partir de 1901 empezaron los viajes entre Bilbao y Urdúliz.
En 1947, la vía Bilbao-Plencia pasó a la empresa de reciente creación Ferrocarriles y Transportes Suburbanos de Bilbao S.A. (FTS). Para entonces, la estación estaba electrificada. En 1970 ocurrió un grave accidente entre las estaciones de Plencia y Urdúliz, con 33 víctimas mortales.
El 30 de diciembre de 1977, debido a las dificultades económicas por las que atravesaba FTS, la explotación de la vía pasó a la empresa pública FEVE, y el 15 de diciembre del año siguiente quedó en manos del Consejo General Vasco. El 24 de mayo de 1982, tomó el testigo la empresa Eusko Trenbideak, creada por el Gobierno Vasco.
El Gobierno Vasco le dio al Consorcio de Transportes de Bizkaia la vía del tren entre Bilbao y Plencia, para así crear la línea 1 del metro de Bilbao. Así, desde el 11 de noviembre de 1995 la estación de Urduliz forma parte del metro de Bilbao.
Estuvo fuera del servicio desde el 2 de abril de 2015 como consecuencia de las obras de eliminación del paso a nivel y de soterramiento de la estación. Con ello, se eliminó el último paso a nivel de la red de metro de Bilbao. Su reinauguración fue el 10 de abril de 2017.

## Galería de fotos

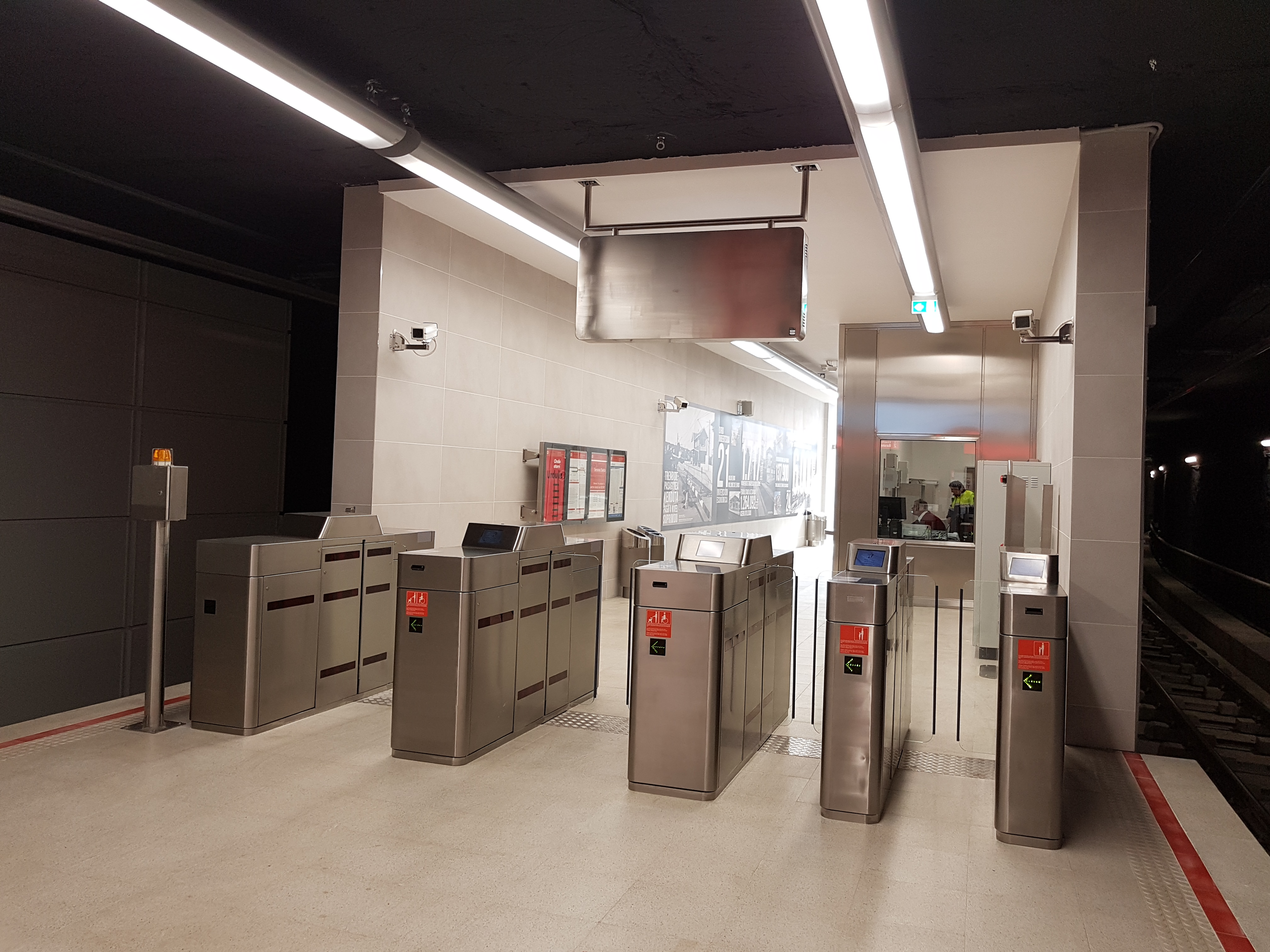
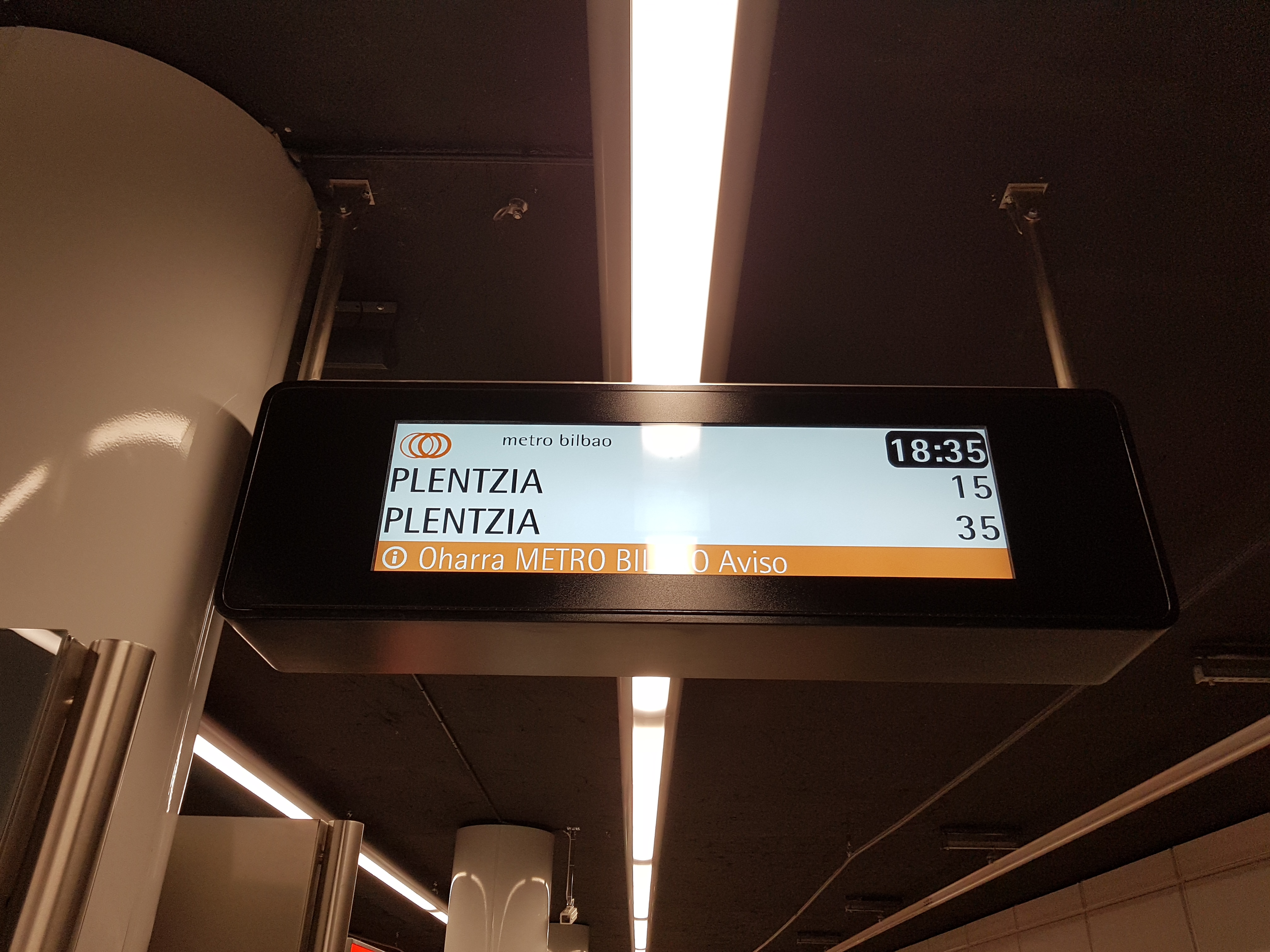
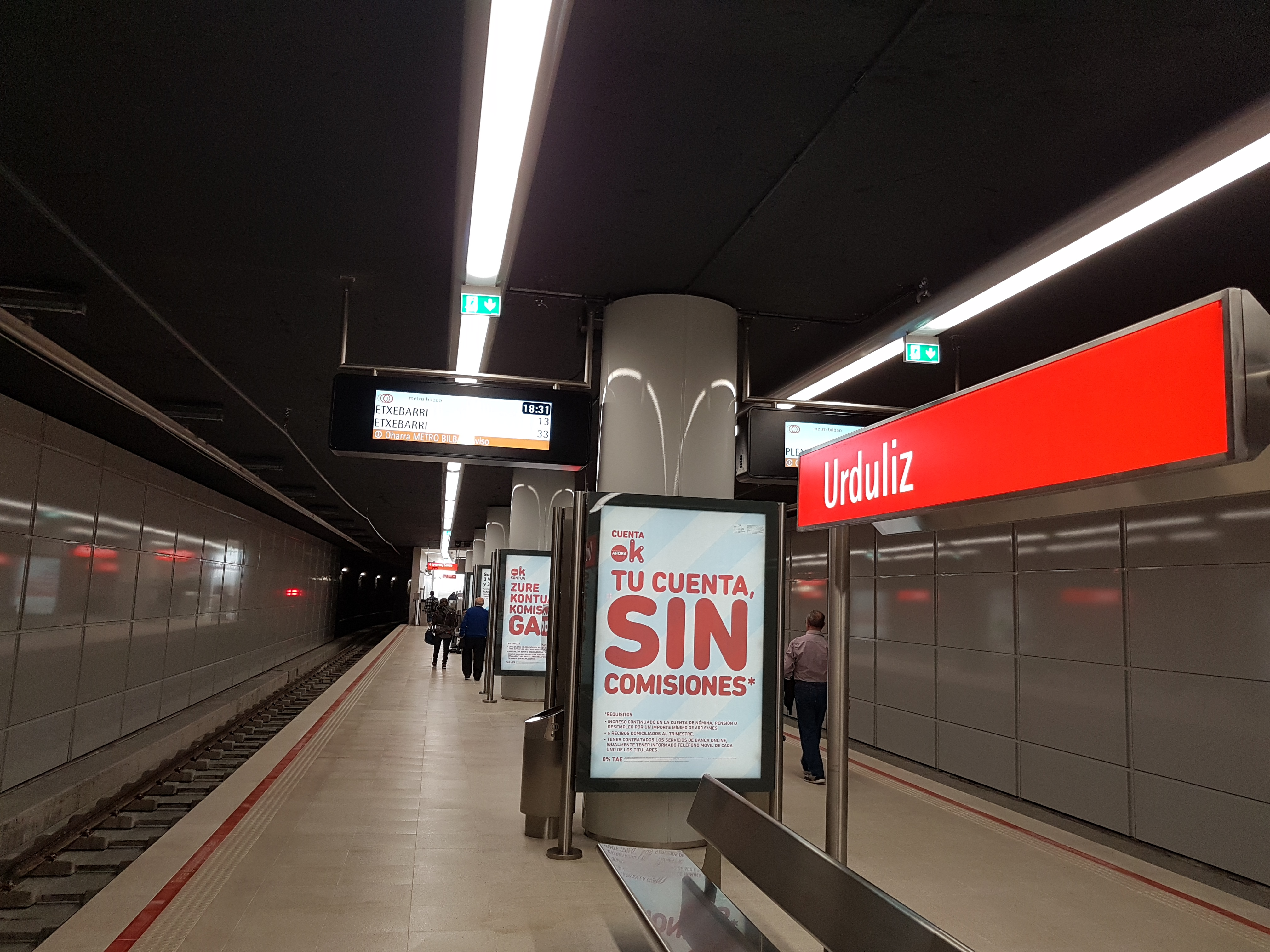

## Accesos
- C/ Aita Gotzon, 35